# Vojna obrana
Obrana u vojnom smislu znači očuvanje nekog prostora od prodora neprijatelja. Obrana se vrši uz pomoć vojnika, oklopnih vozila, minskih polja, zaklona, bunkera i ostale opreme i građevina. 

## Odsudna obrana
Odsudna obrana je čvrsto i uporno držanje određenih položaja, područja i objekata ili kombinacija uporne obrane položaja i aktivnih djelovanja u dubini, pozadini borbenog poretka napadača i dr. Načelno se vodi na relativnom manjem prostoru, a vode je taktičke jedinice (namijenjene za taktičke zadaće, a stalnog su ili promjenjivog sastava).